# 앤서니 테일러
앤서니 테일러(Anthony Taylor, 1978년 10월 20일 ~ )는 맨체스터 위던쇼 출신의 축구 심판이다. 2010년에는 프리미어 리그에서 주로 심판을 맡는 인원 목록에 올랐고, 2013년에는 FIFA의 등록 심판이 되어 유럽과 국제 경기의 심판을 맡을 수 있게 되었다.
2015년에는 웸블리 스타디움에서 첼시가 토트넘 홋스퍼에 2:0으로 승리한 EFL컵 결승의 심판을 맡았다.
같은 해 후반에는 아스날이 첼시에게 1:0으로 승리한 2015 FA 커뮤니티 실드의 심판을 맡기 위해 웸블리로 돌아온 이후 2017년과 2020년에는 아스날과 첼시 간의 잉글랜드 FA컵 결승전에 심판을 담당했다.
2022년 FIFA 월드컵에서도 주심으로 활동했지만, 알라이얀에서 열린 대한민국과 가나와의 H조 조별리그 2차전 경기에서 후반 종료 직전 대한민국이 코너킥을 차기 직전에 그대로 경기를 종료시켰고, 김영권을 말리며 거칠게 항의하던 파울루 벤투 감독에게 레드카드를 꺼내는 등 논란이 있었다. 결국 이 여파로 세르지우 코스타 수석코치가 포르투갈전에서 감독 대행을 맡아야 했다.
아울러, 크로아티아와 벨기에의 F조 조별리그 최종전에서도 벨기에가 마지막 공격을 하는 와중에도 종료 약 10초를 남기고 그대로 경기를 종료시켜버렸다.

## 통계
| 시즌    | 경기 수 | 총  | 경기당 수 | 총 | 경기당 수 |
| ------- | ------- | --- | --------- | -- | --------- |
| 2006–07 | 26      | 78  | 3.00      | 5  | 0.19      |
| 2007–08 | 36      | 105 | 2.92      | 10 | 0.28      |
| 2008–09 | 38      | 91  | 2.39      | 4  | 0.11      |
| 2009–10 | 36      | 92  | 2.56      | 8  | 0.22      |
| 2010–11 | 32      | 118 | 3.69      | 12 | 0.36      |
| 2011–12 | 34      | 106 | 3.12      | 8  | 0.24      |
| 2012–13 | 35      | 89  | 2.54      | 6  | 0.17      |
| 2013–14 | 31      | 102 | 3.29      | 3  | 0.10      |
| 2014–15 | 39      | 160 | 4.10      | 9  | 0.23      |
| 2015–16 | 44      | 147 | 3.34      | 6  | 0.14      |
| 2016–17 | 41      | 161 | 3.93      | 5  | 0.12      |
| 2017–18 | 40      | 147 | 3.68      | 6  | 0.15      |
| 2018–19 | 50      | 175 | 3.50      | 10 | 0.20      |
| 2019–20 | 48      | 202 | 4.21      | 9  | 0.19      |
| 2020–21 | 42      | 136 | 3.23      | 4  | 0.10      |
| 2021–22 | 44      | 165 | 3.75      | 7  | 0.16      |

2006-07 시즌 이전의 통계는 알 수 없음.